# Mârlogea
Mârlogea – wieś w Rumunii, w okręgu Prahova, w gminie Apostolache. W 2011 roku liczyła 386 mieszkańców.